# موسیقی قلب (فیلم)
موسیقی قلب (به انگلیسی: Music of the Heart) نام فیلم درام آمریکایی است که در سال ۱۹۹۹ به کارگردانی وس کریون ساخته شد.
مریل استریپ به خاطر بازی در این فیلم برای دریافتِ جایزه اسکار بهترین بازیگر نقش اول زن نامزد شد.